# Берд-ін-Генд (Пенсільванія)
Берд-ін-Генд (англ. Bird-in-Hand) — переписна місцевість (CDP) в США, в окрузі Ланкастер штату Пенсільванія. Населення — 427 осіб (2020).

## Географія
Берд-ін-Генд розташований за координатами 40°2′12″ пн. ш. 76°11′22″ зх. д. / 40.03667° пн. ш. 76.18944° зх. д. (40.036659, -76.189534).  За даними Бюро перепису населення США в 2010 році переписна місцевість мала площу 1,61 км², з яких 1,60 км² — суходіл та 0,01 км² — водойми.

## Демографія
Згідно з переписом 2010 року, у переписній місцевості мешкали 402 особи в 125 домогосподарствах у складі 101 родини. Густота населення становила 250 осіб/км².  Було 136 помешкань (85/км²).
Расовий склад населення:
| - 94,5 % — білих - 2,0 % — чорних або афроамериканців - 1,7 % — азіатів - 1,2 % — осіб інших рас |

До двох чи більше рас належало 0,5 %. Частка іспаномовних становила 5,7 % від усіх жителів.
За віковим діапазоном населення розподілялося таким чином: 33,1 % — особи молодші 18 років, 57,4 % — особи у віці 18—64 років, 9,5 % — особи у віці 65 років та старші. Медіана віку мешканця становила 32,0 року. На 100 осіб жіночої статі у переписній місцевості припадало 115,0 чоловіків;  на 100 жінок у віці від 18 років та старших — 105,3 чоловіків також старших 18 років.
Середній дохід на одне домашнє господарство  становив 53 847 доларів США (медіана — 45 769), а середній дохід на одну сім'ю — 57 034 долари (медіана — 47 115). За межею бідності перебувало 15,7 % осіб, у тому числі 0,0 % дітей у віці до 18 років та 0,0 % осіб у віці 65 років та старших.
Цивільне працевлаштоване населення становило 250 осіб. Основні галузі зайнятості: мистецтво, розваги та відпочинок — 27,6 %, виробництво — 23,2 %, освіта, охорона здоров'я та соціальна допомога — 21,2 %.